# Nouba Khaled
Pour les articles homonymes, voir Khaled.
Nouba Khaled, né le 11 décembre 1905 à Oran et mort en 1943, est un athlète français.

## Carrière
Nouba Khaled, champion d'Afrique du Nord de grand fond en 1934. Il participe sous les couleurs de la France au marathon des Jeux olympiques d'été de 1936 à Berlin et termine douzième avec un temps de 2 h 45 min 34 s.
Spécialiste des épreuves sur route (Sedan-Charleville, Nice-Monaco), ce protégé de Charles Poulenard est sacré champion de France de marathon en 1939.
Passé dans les rangs de la Légion des Volontaires français au début de la guerre, envoyé sur le Front de l'Est où il n'a jamais cessé de s'entraîner pour rester compétitif, c'est dans les rangs de celle de la Légion arabe que Nouba Khaled a trouvé la mort au combat. 